# هوبير ويليس
هوبير ويليس (بالإنجليزية: Hubert Willis)‏ هو ممثل بريطاني (وحمل سابقاً جنسية المملكة المتحدة لبريطانيا العظمى وأيرلندا)، ولد في 10 ديسمبر 1876 في المملكة المتحدة، وتوفي في 13 ديسمبر 1933.

## وصلات خارجية
- هوبير ويليس على موقع IMDb (الإنجليزية)
- هوبير ويليس على موقع قاعدة بيانات الفيلم (الإنجليزية)